# Pediasia ematheudellus
Pediasia ematheudellus là một loài bướm đêm trong họ Crambidae.